# Муньос Грандес, Агустин
Агусти́н Муньо́с Гра́ндес (исп. Agustín Muñoz Grandes; 27 января 1896, Мадрид — 11 июля 1970, там же) — испанский военачальник и государственный деятель, генерал-капитан. Участник Гражданской войны в Испании 1936—1939 и Второй мировой войны, командир «Голубой дивизии», воевавшей против СССР на Восточном фронте. Министр обороны Испании, официальный преемник главы государства Франсиско Франко.

## Участник Рифской войны
Агустин Муньос Грандес родился 27 января 1896 года в мадридском районе Карабанчель (Carabanchel) в небогатой семье. В 1910 году поступил в пехотное училище в Толедо и окончил его в 1913 году, получив первое офицерское звание. В 1915 года добровольно отправился на военную службу в Марокко, где участвовал в Рифской войне, отличившись в качестве офицера «регулярес» (марокканских войск под испанским командованием), досрочно получил чины капитана и, в 1924 году, майора. В сентябре 1925 года во время десантной операции в заливе Алусемас командовал авангардом, действовал под началом будущего генералиссимуса Франсиско Франко, был тяжело ранен в грудь. После выздоровления вновь отправился в Африку, где в конце Рифской войны, в 1926 году, получил чин подполковника. Всего за время боевых действий был ранен 14 раз.

Будущий республиканский генерал Игнасио Идальго де Сиснерос вспоминал о том, что в конце правления короля Альфонса XIII власти решили для поднятия авторитета монархии привлечь на должности адъютантов короля молодых авторитетных военных, не принадлежавших к привилегированным семьям: 

Кандидатами в адъютанты короля называли майора авиации Эдуардо Гонсалеса Гильярса и подполковника Августина Муньоса Грандеса — двух молодых офицеров, пользовавшихся большим авторитетом в армии и происходивших из относительно бедных семей. Никто не сомневался, что назначения будут приняты теми, кому их предлагали. Но, к большому удивлению в высших сферах, Муньос Грандес отказался от предложенного поста. Впервые военный отверг честь стать адъютантом короля… Муньос Грандес предпочёл вернуться в Марокко и командовать местной полицией.

## Деятельность в годы республики
После провозглашения республики в 1931 популярный офицер продолжал продвигаться по службе, став вторым начальником штурмовой гвардии. В этом качестве он принимал активное участие в подавлении восстания шахтёров в Астурии в 1934. Муньос Грандес крайне негативно оценивал ряд мероприятий в военной сфере, проводившихся левоцентристским правительством в 1931—1933 — таких, как отмена всех приговоров офицерских судов чести и отмена повышений в чинах за военные заслуги. По своим политическим взглядам он относился к меньшинству военных, которые симпатизировали Испанской Фаланге СНСН (подобно другому получившему известность во время гражданской войны генералу Хуану Ягуэ).

## Участие в гражданской войне
В начале гражданской войны он оказался в республиканской тюрьме в Мадриде и был спасён благодаря помощи со стороны ряда чиновников, в том числе генерального директора тюрем Мельчора Родригеса (существует информация, что когда в конце войны Родригес был арестован и отдан франкистами под суд, Муньос Грандес свидетельствовал в его защиту, что спасло ему жизнь). Бежав из тюрьмы и присоединившись к войскам фалангистов в марте 1937, он командовал при успешном штурме Малаги, а затем 4-й Наваррской бригадой, отличился в боях у Сантандера и в Астурии и был произведён в бригадные генералы. Был назначен командиром корпуса в марокканской армии, участвовал в операциях в Арагоне и Леванте, а затем в Каталонии.
После окончания войны 9 августа 1939 года он вошёл в состав правительства в качестве министра — генерального секретаря Национального движения (фаланги). Франко стремился поставить эту достоточно разношерстную организацию, объединяющую, например, такие друг против друга направленные течения, как карлистов и кристиносов, под контроль верного ему военачальника.

## Деятельность во время Второй мировой войны
15 марта 1940 года Муньос Грандес был освобождён от своего министерского и партийного поста и вскоре назначен военным губернатором Гибралтарского округа (непосредственно примыкавшего к британскому владению Гибралтар) в тот период, когда Германия склоняла Франко к его захвату и вступлению во Вторую мировую войну. Муньос Грандес должен был осуществить операцию «Феликс» по захвату Гибралтара, консультантом к нему был направлен германский адмирал Вильгельм Канарис, однако Франко не решился на этот шаг. В 1941 году Муньос был произведён в дивизионные генералы. В июле 1941 года Муньос Грандес был назначен командиром «Голубой дивизии» — испанского добровольческого подразделения, действовавшего на советско-германском фронте Второй мировой войны. Участвовал в боях под Ленинградом.
1 сентября 1941 года был лично принят Адольфом Гитлером в его ставке «Волчье логово» в Растенбурге. Позднее фюрер рассматривал его как наилучшего кандидата на место Франко, который не желал официально втягивать Испанию в войну на стороне Германии. 6 февраля 1942 года Муньосу на позициях был вручён германский Железный крест 1-го класса. 13 марта 1942 года Муньос Грандес был награждён Рыцарским железным крестом, к которому 12 декабря того же года Гитлером лично были вручены «дубовые ветви», и стал одним из трёх иностранцев, награждённых этой наградой Рейха. Это была прощальная награда Гитлера, так как было известно, что Муньос возвращался в Испанию, чтобы занять пост начальника военного кабинета каудильо, а командовать «Голубой дивизией» был направлен друг Франко генерал Эмилио Эстебан Инфантес.
Осенью 1942 года Муньос Грандес участвовал в переговорах с Гитлером о поставках Испании германских вооружений и военных материалов для использования их в войне с Союзниками.
В декабре 1942 года Муньос Грандес вернулся в Испанию, где был произведён в генерал-лейтенанты (стал самым молодым обладателем этого чина в испанской армии), получил высшую награду фаланги «Пальмовую ветвь» и в 1943 году назначен начальником военного кабинета генералиссимуса. Он активно способствовал подписанию секретного военного протокола от 12 февраля 1943 года, по которому Испания обязывалась в определённый момент вступить в войну на стороне Германии.
Возглавив военный кабинет Франко, Муньос Грандес также стал членом комиссии Фаланги, регулировавшей отношения между государством и партией. Это повышение выглядело как ослабление позиций слишком тесно связанного с нацистами генерала, который потенциально мог стать при поддержке Германии соперником Франко — Муньос Грандес лишился возможности командовать войсками и постоянно находился в поле зрения генералиссимуса.

## Послевоенный период
В 1945 году опасность вмешательства Германии в испанские дела миновала, и Муньос Грандес стал генерал-капитаном (командующим) первым военным округом со штабом в Мадриде. В 1950 году Франко назначил его своим военным советником.
19 июля 1951 года Муньос Грандес был назначен военным министром Испании. Курировал военное испано-американское сотрудничество и способствовал заключению военного соглашения с США от 26 сентября 1953 года. Он заявил:
Испанское правительство согласно не только на строительство в стране американских военных баз, оно согласно также принять американские войска для охраны этих баз на испанской земле.
 Когда Муньос Грандес впервые прибыл с визитом в США, он явился на встречу с американскими журналистами в форме генерала «Голубой дивизии» с нацистскими наградами и заявил:
Перед вами — военный преступник, который к тому же не утратил своего восхищения Германией.
 Несмотря на это, во время другого визита в США он был награждён президентом Дуайтом Эйзенхауэром американским орденом «Легион чести».
Награждён он был и Конрадом Аденауэром.
25 февраля 1957 года Франко реорганизовал кабинет и снял чрезмерно тщеславного генерала с поста военного министра, заменив его генералом Барросо. Муньос Грандес был произведён в генерал-капитаны (личное военное звание, второе по значению в тогдашней испанской армии после генералиссимуса, в отличие от должности генерал-капитана — командующего округом). В 1958 году Муньос Грандес был назначен начальником Генерального штаба.

## Преемник Франко
10 июля 1962 года во время формирования нового кабинета Франсиско Франко своим декретом назначил Муньоса Грандеса на специально учреждённый пост вице-президента правительства Испании (при несуществующем главе правительства — пост формально оставался за Франко), ставший вторым по значению постом во франкистской Испании. В декрете было указано, что вице-президент правительства может заменять главу государства во время отсутствия, болезни или нетрудоспособности последнего. Он сохранил и пост начальника Генерального штаба вооружённых сил. Муньос Грандес теперь рассматривался в качестве преемника Франко.

Западные обозреватели предполагали, что за этим назначением последует некоторая либерализация режима в Испании. Однако после того, как 20 апреля 1963 года был расстрелян член ЦК Компартии Испании Хулиан Гримау, такие предположения не оправдались. Газета «Observer» писала: 
Суд над Гримау и его казнь расцениваются, как свидетельство победы старой гвардии и как прекращение видимости либерализации, последовавшей вслед за назначением на недавно созданный пост вице-президента генерала Муньоса Грандеса.
По мнению историка Пола Престона, это назначение должно было успокоить фалангистов, так как придерживавшийся крайне правых взглядов генерал выступал за жёсткую борьбу против оппозиции. Кроме того, он был противником реставрации монархии. Престон считает, что «прямой и аскетичный» Муньос Грандес был слабым политиком, и большую часть его функций выполнял адмирал Карреро Бланко, пользовавшийся личным доверием Франко.
В соответствии с новым испано-американским Соглашением о совместной обороне от 26 сентября 1963 года в декабре того же года Муньос Грандес вошёл в качестве сопредседателя в состав созданного американо-испанского консультативного комитета по вопросам обороны.
14 декабря 1966 года на референдуме был утверждён «Органический закон», предусматривавший в случае смерти Франко создание регентского совета и назначение короля и регента. Закон разделял посты главы государства и главы правительства, и после его вступления в силу 10 января 1967 года Муньос формально перестал быть заместителем главы государства. Однако Муньос Грандес рассчитывал, что пост регента ему гарантирован, и повёл себя соответственно, но Карреро Бланко воспользовался этим и настроил каудильо против преемника.

## Конец карьеры
Разногласия между Франко и Муньосом Грандесом усилились, и во время формирования нового правительства 22 июля 1967 года генерал был отправлен в отставку с поста вице-президента правительства, который занял адмирал Карреро Бланко. С 28 июля Муньос Грандес оказался вне политики — его амбиции и твёрдые антимонархические взгляды не соответствовали планам Франко. 2 декабря того же года Муньос Грандес занял почётную должность вице-президента Совета королевства.
В 1968 году ему была вручена одна из высших наград Испании — Большое ожерелье рыцаря Имперского ордена Ярма и Стрел.
Казалось, что он окончательно сошёл с политической арены, однако 16 июля 1969 года Франсиско Франко неожиданно заявил, что Муньос Грандес будет возглавлять Кортесы во время церемонии провозглашения Хуана-Карлоса Бурбона-и-Бурбона принцем Испании и наследником престола. Будущий король и его отец, граф Барселонский, вынуждены были согласиться на это, опасаясь потерять права на престол. 22 июля 1969 года церемония состоялась, а на следующий день Муньос Грандес был госпитализирован из-за проблем с бронхами.
Агустин Муньос Грандес скончался в ночь на 11 июля 1970 года в госпитале Генералиссимуса в Мадриде от желудочно-кишечной инфекции.
13 июля 1970 года он был со всеми почестями похоронен в Мадриде как «второй солдат Испании».